# Будинок для народу
«Будинок для народу» (швед. folkhemmet) — гасло соціал-демократичної партії Швеції. Має як більш загальний сенс — те, що вся країна має стати «будинком» для громадян, так і більш конкретний — забезпечення більшості доступним житлом.

## Історія

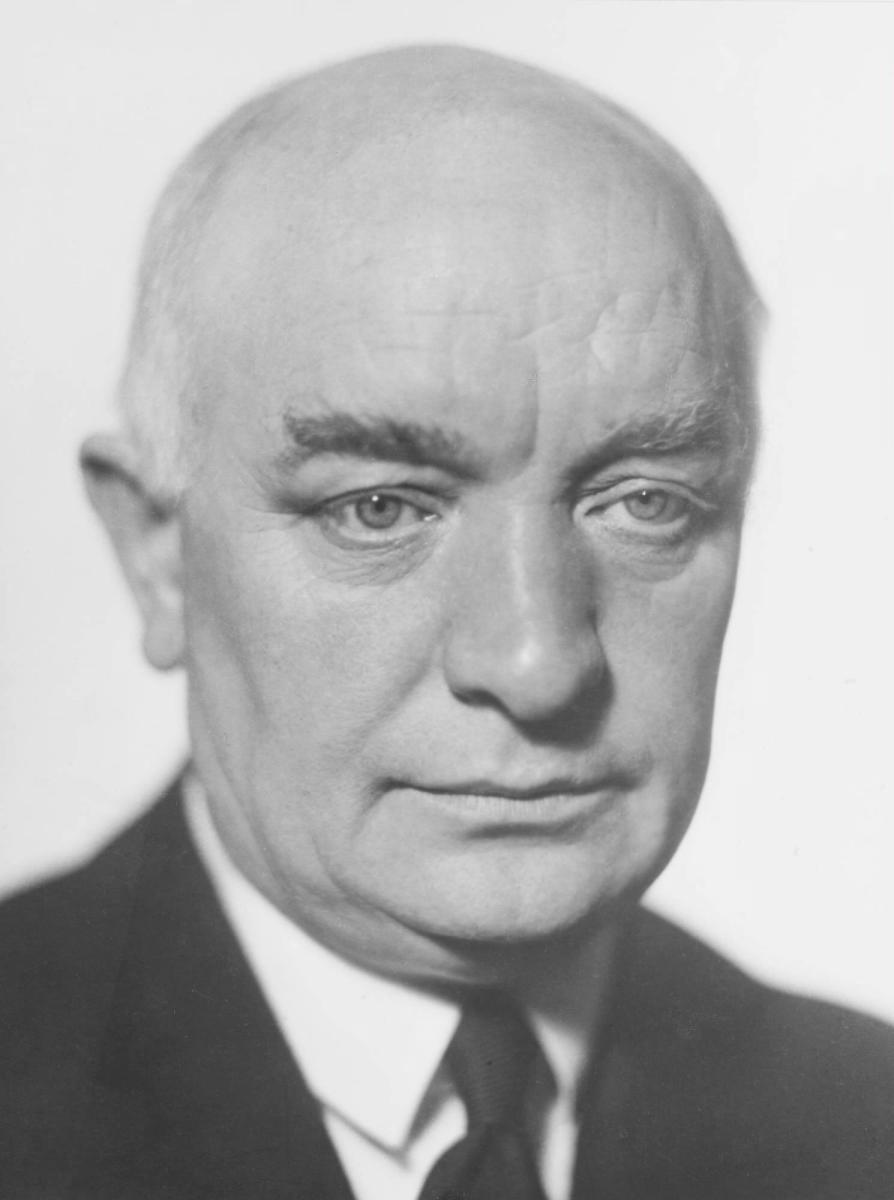
Пер Альбін Ганссон.

Концепцію представив Пер Альбін Ганссон 18 січня 1928 року, пояснюючи її тим, що Швеція має стати більш схожа на «хороший будинок» і започаткувати рівність і взаєморозуміння. Гансон пропагував думку про те, що традиційне класове суспільство має бути замінено на «будинок для народу» (folkhemmet).
Концепція з'явилася в той час, коли націоналізація стала піддаватися сумніву, і поняття класової боротьби зазначалося як забуте партією, концепція основоположних на ранньому соціал-демократичному русі. Натомість вони адаптували планову економіку, і те, що можна було б назвати функціональним соціалізмом, де бізнес контролювався б через регулювання, на відміну від державного володіння. Уряд теж мав би великий контроль над особистостями, проте, тільки в обсязі необхідному для збільшення добробуту громадян.
Гарну і легкодоступну освіту, навіть на вищих рівнях, визнано безсумнівно важливим для будівництва нового суспільства. Як результат, Швеція стала однією з перших країн у світі, яка запропонувала безкоштовну освіту на всіх рівнях, включаючи всі державні університети, поряд з кількома новими університетами заснованими в 1960-х роках. Безкоштовне обов'язкове медичне страхування було введене державою в 1947-55 роках, поряд з різними іншими соціальними службами.